# Club Deportivo El Nacional
El Club Deportivo El Nacional és un dels principals clubs de futbol de la ciutat de Quito (Equador), fundat l'1 de juny de 1964. L'equip és propietat de les forces armades de l'Equador i només hi poden jugar equatorians. L'equip habitual és samarreta, pantalons i mitges vermelles. Acostuma a jugar a l'estadi olímpic Atahualpa de Quito.

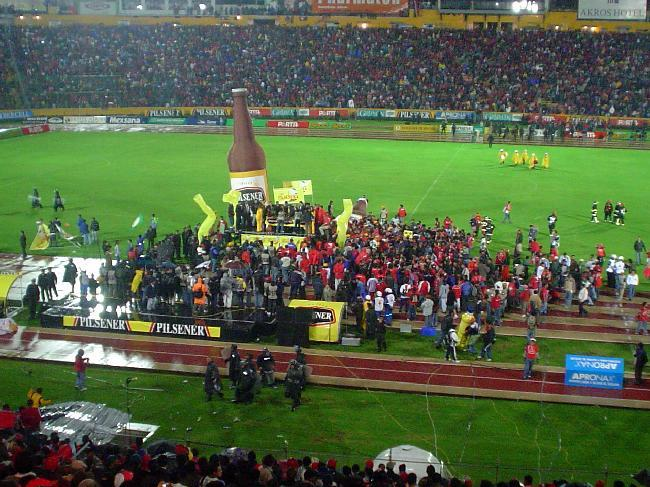
El Nacional guanya la lliga equatoriana de 2005

## Palmarès
- Campionat equatorià de futbol:[1]
  - 1967, 1973, 1976, 1977, 1978, 1982, 1983, 1984, 1986, 1992, 1996, 2005 (Clausura), 2006
- Copa Equador:[2]
  - 1970